# Gowrie Junction
Gowrie Junction – miasto w Australii, w stanie Queensland.